# 524 до н. е.

## Події
цар Камбіс II, здійснив невдалий похід на Куш, під час якого скинутий фараон Псамметіх III організував повстання в Єгипті (придушене персами).

## Народились
- Фемістокл — давньогрецький політичний діяч.